# Tecaspis diplasia
Tecaspis diplasia är en insektsart som först beskrevs av Robert Malcolm Laing 1925.  Tecaspis diplasia ingår i släktet Tecaspis och familjen pansarsköldlöss.
Artens utbredningsområde är Tanzania. Inga underarter finns listade i Catalogue of Life.